# Neva Mítxeva
Neva Mítxeva (Sofia, 1973) o Mícheva/Micheva,búlgar: Нева Мичева, és una traductora literària i periodista cultural búlgara. Ha estudiat filologia italiana a la Universitat de Sofia Sant Climent d'Ohrid (1993/1998) i Periodisme en el programa de postgrau d'El Mundo.
Ha traduït al búlgar obres d'Italo Calvino (Se una notte d'inverno un viaggiatore, Lezioni americane, Il visconte dimezzato, Marcovaldo), Dino Buzzati (Sessanta racconti, Il colombre, La famosa invasione degli orsi in Sicilia), Antonio Tabucchi (Sostiene Pereira, La testa perduta di Damasceno Monteiro), Juan Gelman (Los poemas de Sidney West), Manuel Vázquez Montalbán (La rosa de Alejandría), Manuel Puig (El beso de la mujer araña), Roberto Bolaño (Llamadas telefónicas, Putas asesinas) i Eduardo Galeano (El fútbol a sol y sombra) entre d'altres. Juntament amb Juan Manuel Rodríguez Tobal ha traduït al castellà Una novela natural (Saymon, Barcelona 2009), de Gueorgui Gospodínov, l'autor búlgar amb més projecció internacional en els últims vint-i-cinc anys.
Escriu en diaris i revistes sobre llibres, pel·lícules, personatges i idees. Des de 2002 ha estat l'única periodista búlgara que cobreix anualment el Festival de Cinema de Sant Sebastià i des de 2006 el Festival Internacional de Cinema de Catalunya a Sitges.
A partir de 2010 cura per a l'editorial búlgara Janet 45 la selecció, la revisió i l'edició de Semperbrevis, una sèrie de col·leccions de relats de tot el món que fins ara inclou autors com Augusto Monterroso, Roberto Bolaño, Etgar Keret, David Albahari, Tove Jansson, Raymond Carver, István Örkény, Mia Couto, Hassan Blasim.
El 2007 va començar a traduir teatre català: des de llavors vuit de les obres de Jordi Galceran i Sergi Belbel traduïdes per ella s'han estrenat en una desena d'escenaris búlgars.
Va rebre dos premis nacionals: "Hristo G. Danov" 2014 (Bulgària) en la categoria de traducció literària pel seu treball sobre "Centuria" de Giorgio Manganelli i "Los poemas de Sidney West" de Juan Gelman, i el Premio Nazionale per la Traduzione 2017 (Itàlia) per a totes les seves traduccions de l'italià i especialment per "El sistema periòdic" de Primo Levi.